# Plains (Géorgie)
Pour les articles homonymes, voir Plains.
Plains est une ville du comté de Sumter dans l'État américain de Géorgie.
La petite ville est principalement connue car l'ancien président américain Jimmy Carter et son épouse Rosalynn Carter (décédée en 2023) y sont nés et y sont également décédés.

## Démographie
| 1870 | 1880 | 1890 | 1900 | 1910 | 1920 |
| ---- | ---- | ---- | ---- | ---- | ---- |
| 374  | 459  | 510  | 290  | 407  | 479  |

| 1930 | 1940 | 1950 | 1960 | 1970 | 1980 |
| ---- | ---- | ---- | ---- | ---- | ---- |
| 406  | 364  | 359  | 273  | 236  | 231  |

| 1990 | 2000 | 2010 | 2020 | - | - |
| ---- | ---- | ---- | ---- | - | - |
| 286  | 283  | 776  | 573  | - | - |

Sa population était de 573 habitants au recensement de 2020.